# Cerekvice nad Bystřicí (zámek)
Barokní zámek Cerekvice nad Bystřicí stojí na severním okraji obce Cerekvice nad Bystřicí v okrese Jičín v Královéhradeckém kraji. Areál zámku je chráněn jako kulturní památka ČR. Národní památkový ústav tento zámek uvádí v katalogu památek pod rejstříkovým číslem ÚSKP 25476/6-1129.

## Historie
Na místě nynějšího barokního zámku stávala původně gotická věžovitá tvrz, která se prvně připomíná již v roce 1368. Tvrz byla po roce 1623 přestavěna na renesanční zámek. Z původní gotické tvrze se v dnešním trojkřídlém zámku zachoval jen valeně klenutý sklep o straně 5,2 metrů. V roce 1682 došlo k první přestavbě zámku, kdy vznikla zřejmě barokní stavba, částečně kamenná a částečně dřevěná. Zámek byl v druhé polovině 18. století od základů přestavěn v současný barokní zámek. V roce 1936 byl zámek po požáru upraven podle návrhu architekta Františka Krušiny a následně jej koupila obec, která ho upravila pro potřeby školy a pošty.

## Popis
Zámek je trojkřídlý objekt o půdorysu písmene E s mansardovou střechou, v nádvoří jsou přízemní arkády. Ve východním zámeckém křídle se dochovaly renesanční klenby. Střední trakt je dvoupatrový, průčelí je ozdobeno rizalitem a levé křídlo zámku je spojeno arkádovou patrovou visutou krytou chodbou se sousedním kostelem Zvěstování Panny Marie.
Zámek obklopuje anglický park, ve kterém je barokní studna krytá altánem s akantovou ozdobou z roku 1790.
V roce 2018 byl nedaleko vchodu do zámku odhalen pomník zdejšímu rodákovi Rudolfu Holečkovi, pilotovi RAF.

## Galerie

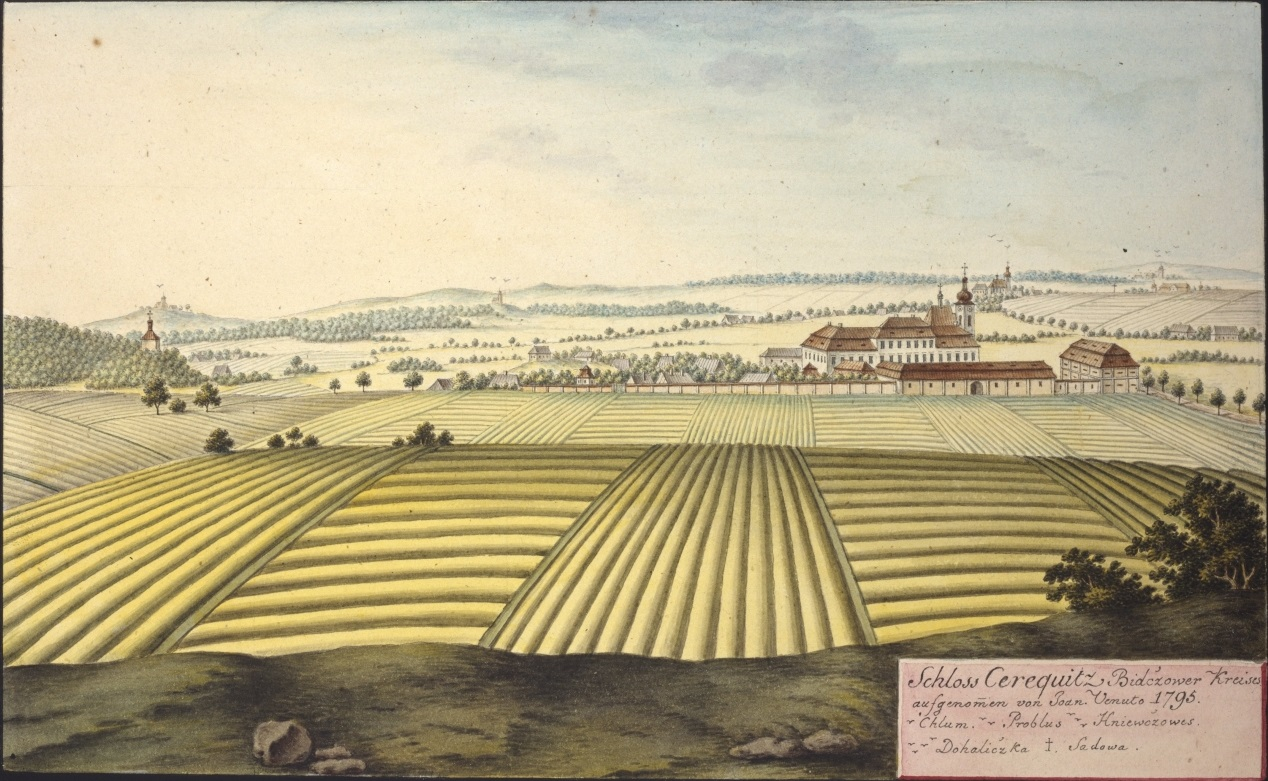
Cerekvický zámek v roce 1795
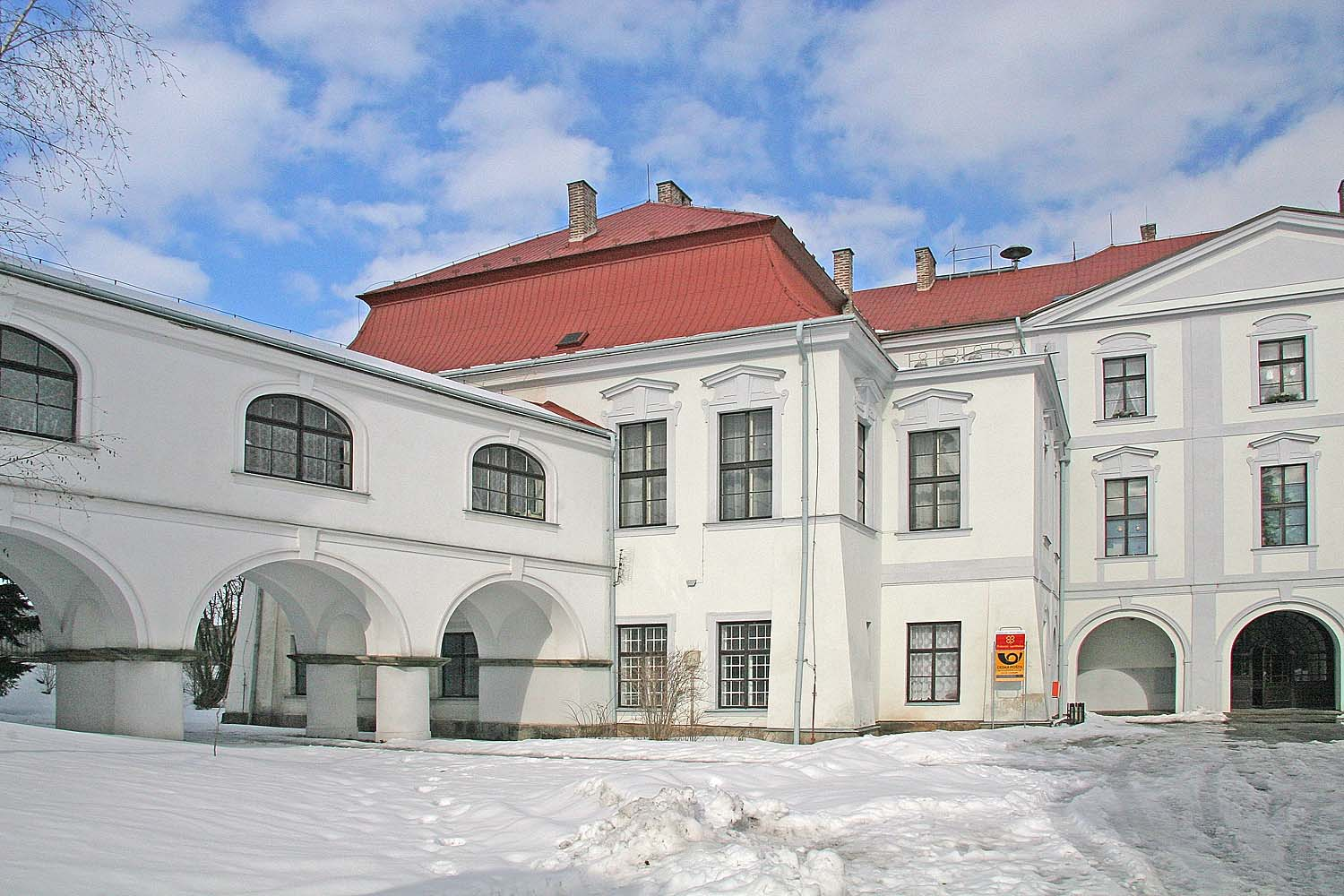
pohled na zámek v Cerekvici nad Bystřicí
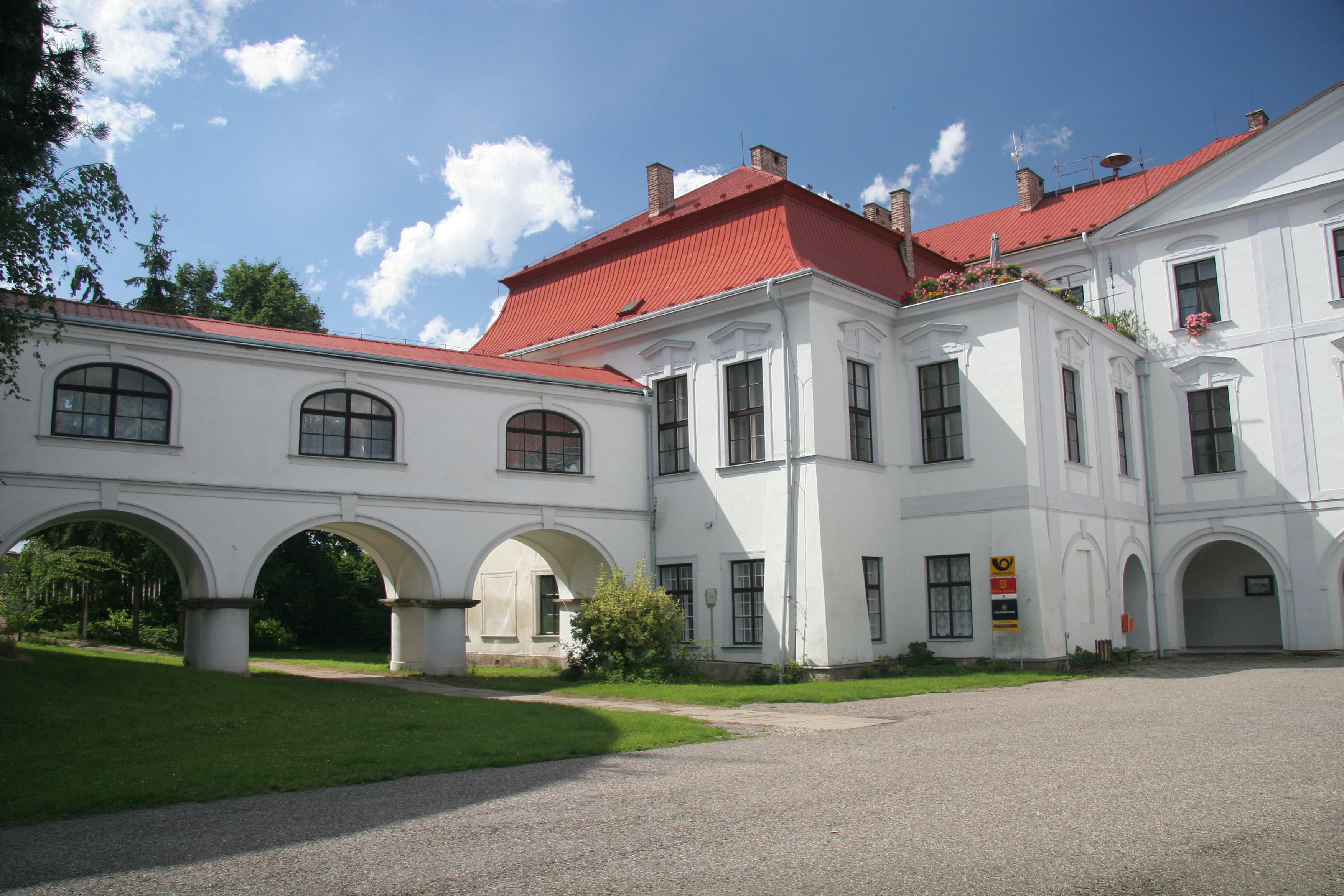
pohled na zámek v Cerekvici nad Bystřicí
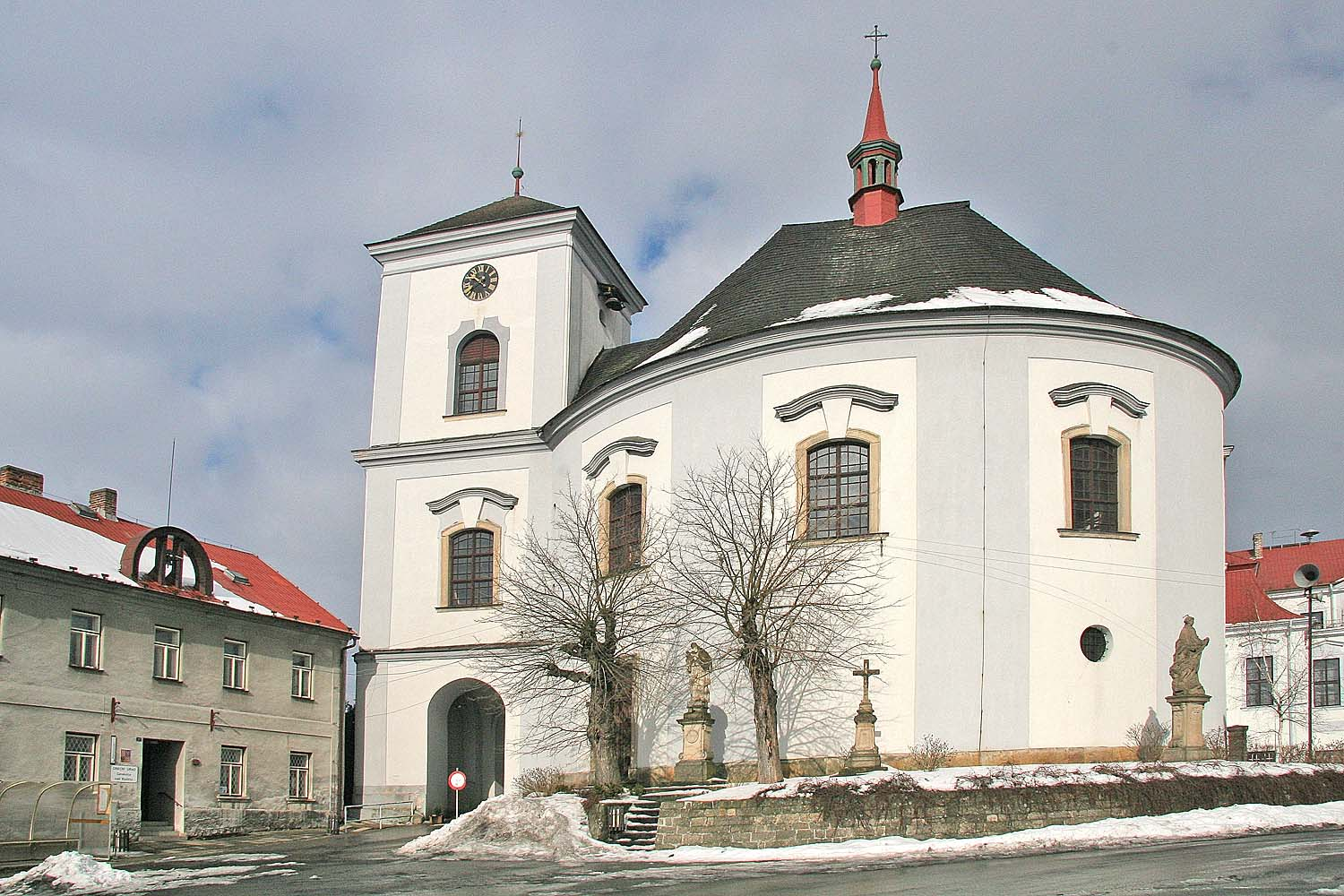
kostel Zvěstování Panny Marie - součást zámeckého areálu
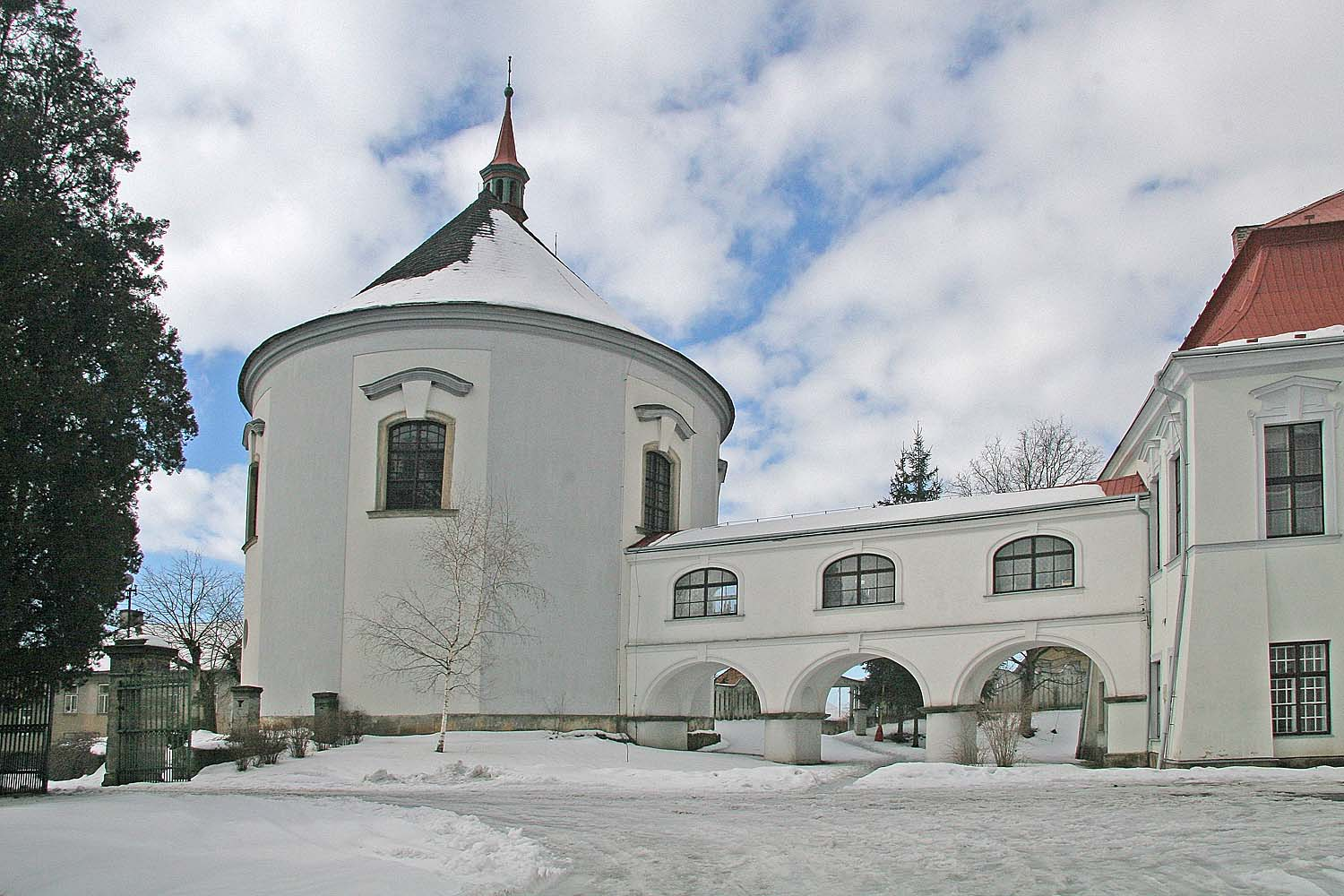
arkádová chodba